# Richard Lang (Radsportler)

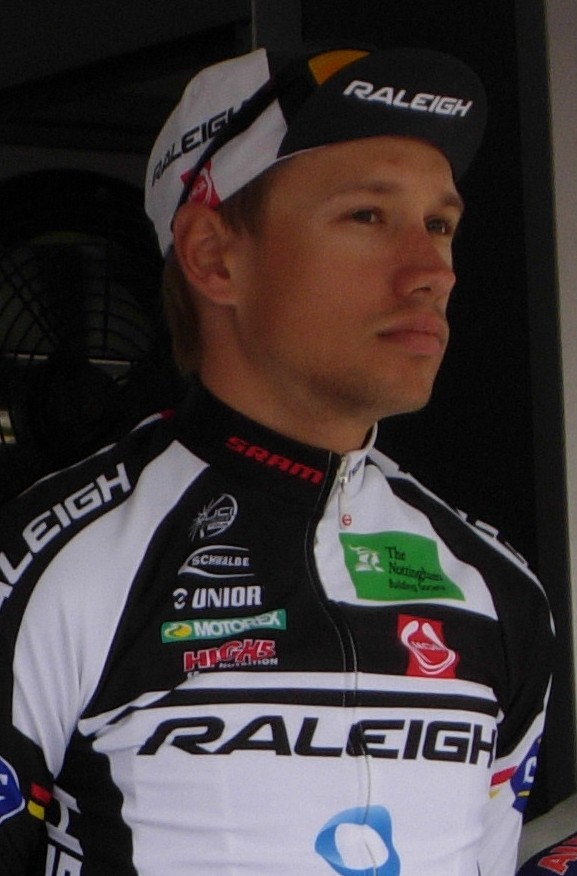
Richard Lang 2013

Richard Lang (* 23. Februar 1989 in Sydney) ist ein ehemaliger australischer Bahn- und Straßenradrennfahrer.
Er wurde 2009 nationaler Meister im Omnium und jeweils Dritter beim Scratch und Madison. Auf der Straße feierte er diverse Etappensiege bei kleineren Rundfahrten in Australien, beispielsweise bei der Tour of Geelong oder der Tour of Murray.
2009 fuhr er für das kleine australische Continental  Team Budget Forklifts, 2010 wechselte er dann zum Team Jayco-Skins. Dort gewann er mit seinem Team das  Mannschaftszeitfahren der Thüringen-Rundfahrt. 2011 wurde er Ozeanienmeister im Straßenrennen in der Klasse U23 und gewann das die Gesamtwertung der UCI Oceania Tour. Von 2012 wechselte Lang zum Team Rapha Condor und 2013 zum Team Team Raleigh. Für die Jahre 2014 und 2015 fuhr er für das Team JLT-Condor.
2015 beendete Lang seine Karriere als Radsportler. 2016 gründete er in England eine Firma Spoked, die personalisierte Trainingsprogramme für Radfahrer per App bereitstellt.

## Erfolge
2009
- Australischer Meister – Omnium

2010
- Mannschaftszeitfahren Thüringen-Rundfahrt

2011
- Ozeanienmeister – Straßenrennen (U23)
- Trofeo Piva Banca Popolare
- Gesamtwertung UCI Oceania Tour

## Teams
- 2009 Team Budget Forklifts
- 2010 Team Jayco-Skins
- 2011 Team Jayco-AIS
- 2012 Rapha Condor
- 2013 Team Raleigh
- 2014 Rapha Condor JLT
- 2015 JLT-Condor